# Sergei Igorewitsch Dmitrijew
Sergei Igorewitsch Dmitrijew (russisch Сергей Игоревич Дмитриев, * 19. März 1964 in Leningrad, Sowjetunion; † 26. Dezember 2022) war ein russischer Fußballspieler und -trainer.

## Karriere
Dmitrijew begann seine Karriere bei Smena Leningrad und setzte sie bei Dynamo Leningrad fort. Bis 1981 spielte er in den Jugendmannschaften des Vereins, ehe er in den Kader der Profimannschaft aufgenommen wurde. 1982 wurde er Mitglied der Amateurmannschaft des Zenit Leningrad. Nur ein Jahr später, 1983, wurde er in den Profikader beordert. Diesem blieb er sieben Jahre treu, bis er 1989 ein Angebot von FK Dynamo Moskau annahm. Nach nur einem halben Jahr ging er im Juli 1989 zum Stadtrivalen ZSKA Moskau, bei dem er bis Anfang 1991 unter Vertrag stand.
Zu dieser Zeit erhielt Dmitrijew ein Angebot aus Spanien von Deportivo Xerez. Dort blieb er jedoch nur ein halbes Jahr, im Juli 1991 kehrte er zum ZSKA Moskau zurück. In der ersten Hälfte der 1990er Jahre wechselte er mehrfach und in rascher Folge den Verein. Im Januar 1992 ging er nach Österreich zum heute nicht mehr existierenden FC Stahl Linz und blieb dort bis zum Herbst. Zum Jahresbeginn 1993 wechselte er in die Schweiz zum FC St. Gallen und in der Winterpause 93/94 zur SpVg Beckum. Nach einer schweren Verletzung, die er sich beim Spiel in Sölde zuzog, wechselte er bereits 1994 nach Israel zu Hapoel Ashkelon. Dort kam er nie zum Einsatz, und so kehrte er nach einem Jahr in sein Heimatland zurück.
In Russland stand er abermals für Zenit Sankt Petersburg unter Vertrag, bevor er zwei Jahre später, Anfang 1997, zum FK Tjumen nach Sibirien wechselte. Bereits im Juli 1997 ging Dmitriev zu Spartak Moskau, im Januar 1998 zu FK Dynamo Sankt Petersburg, im Juli 1999 zu Kristall Smolensk, kurz darauf wieder zu Dynamo Sankt Petersburg und zuletzt, im Jahr 2000, zu Swetogorez Swetogorsk. Bei diesem Verein beendete er 2001 seine aktive Karriere zunächst. 2004 lief der ehemalige sowjetische Nationalspieler noch einmal für den FK Otradnoe auf.

### International
Insgesamt absolvierte Dmitrijew sechs Spiele für die Fußballnationalmannschaft der UdSSR. Am 2. Februar 1985 erzielte er in einem Freundschaftsspiel gegen Marokko sein einziges Tor für die UdSSR. Dmitrijew stand auch im Kader der UdSSR bei der UEFA-EURO 1988 in der Bundesrepublik Deutschland, kam aber nicht zum Einsatz.

### Trainerstationen
Nach dem Ende seiner Laufbahn als Spieler arbeitete Dmitrijew als Assistenztrainer zunächst bei Swetogorez Swetogorsk und bei Dynamo Sankt Petersburg. In dieser Funktion war er 2004 und 2005 auch bei FK Anschi Machatschkala und 2006 beim FK Spartak Nischni Nowgorod tätig.
Das Amt des Trainers übernahm er 2007 bei Dynamo Sankt Petersburg. Am 15. April 2007 gab das Fußballkomitee von Brunei bekannt, dass Dmitrijew neuer Trainer für die Bruneiische Fußballnationalmannschaft werden solle. Im Mai 2008 feierte er sein Debüt. Dmitrijew wollte den Zusammenhalt der Mannschaft stärken sowie Technik und Strategie verbessern. Ziel war die Qualifikation für den AFF Suzuki Cup 2008. So weit kam es aber nicht. Am 13. August 2008 wurde er von dem Kroaten Vjeran Simunić als Trainer der Bruneiischen Fußballnationalmannschaft abgelöst. 2009 nahm er die Stelle als Assistenztrainer beim FK Saturn II Moskowskaja Oblast, dem Farmteam von Saturn Ramenskoje, an.

## Tod
Dmitrijew starb nach langer, schwerer Krankheit am 26. Dezember 2022 im Alter von 58 Jahren.

## Erfolge
- Sowjetischer Meister: 1984, 1991
- Sowjetischer Pokalsieger: 1991
- Russischer Meister: 1997
- Russischer Pokalsieger: 1998